# Club Fulgencio Yegros
El Club Fulgencio Yegros es un club de fútbol de Paraguay de la ciudad de Ñemby en el Departamento Central. Fue fundado el 14 de mayo de 1924 y jugará en la Cuarta División en 2024 del fútbol paraguayo
Fundado en fecha patria, lleva el nombre en honor al padre de la patria Fulgencio Yegros. Actúa de local en su predio deportivo denominado Parque Fulgencio Yegros, también conocido como el Bosque de Pa'i Ñu.

## Historia

### En la liga regional
Luego de su fundación el club fue incorporado a la Liga Regional del Sud de Fútbol, perteneciente a la U.F.I. en donde protagonizaba el clásico de la ciudad de Ñemby, con el Club Cristóbal Colón. Los colores que lo caracterizan son el verde, rojo y blanco.

### Accede a las competencias de la A.P.F.
En el 2010 fue aceptado en la Primera División C cuarta división de la Asociación Paraguaya de Fútbol, como club destacado en la liga regional de las ciudades de Ñemby, Villa Elisa y San Antonio.
En la temporada 2012 de la Primera División C, el club no pudo pasar de la primera fase, terminando en quinto lugar en el Grupo A, quedando muy cerca de clasificar a la segunda fase.
En la temporada 2013 de la Primera División C el club ganó el Grupo A de la Primera fase en forma invicta, luego quedó eliminado en cuartos de final.  
En la temporada 2014 de la Primera División C se consagró campeón, en forma invicta obteniendo su ascenso a la Primera B, tercera categoría del fútbol paraguayo.
En la temporada 2015, en su primera experiencia en la Primera División B, el club culminó el campeonato en igualdad de puntos en la segunda posición con el club Martín Ledesma, por lo que tuvieron que disputar partidos de ida y vuelta por el subcampeonato, tras estos partidos se consagró subcampeón; y así también; ganó el derecho a jugar el repechaje por el último cupo de ascenso a la División Intermedia contra el club 22 de Setiembre de Encarnación, subcampeón de la Primera División Nacional B. Finalmente tras sendos partidos empatados y tras la tanda de penales, el club ganó el repechaje y logró así su ascenso a la División Intermedia.
En la temporada 2016 en su primera incursión en la División Intermedia el club inició con mucho éxito el campeonato, logró estar al frente de la clasificación en las primeras fechas. Finalmente culminó en el 10º puesto de entre 16 clubes.

## Uniforme
- Uniforme titular: Camiseta roja, verde y blanca a rayas verticales, pantalón y medias blancas.

Desde 2016 es vestido por la marca paraguaya Saltarin Rojo

## Estadio
El estadio del club lleva el nombre de Parque Fulgencio Yegros, también conocido como el Bosque de Pa'i Ñu,

## Datos del club
- Temporadas en Segunda División: 4 (2016, 2017, 2018, 2019).
- Temporadas en Tercera División: 1 (2015).
- Temporadas en Cuarta División: 5 (2010-2014).

## Palmarés

### Torneos nacionales
- Tercera División (0)
  - Subcampeón (1): 2015.
- Cuarta División (1): 2014.

° Subcampeón (1): 2024.